# Sony Wonder
Sony Pictures Kids Zone (fundada como Sony Kids' Music, Sony Wonder en Sony Pictures Family Fun) es el sello de entretenimiento para niños y familias de Sony Pictures Home Entertainment y el antiguo sello discográfico propiedad de Sony Music Entertainment.
A pesar de la similitud de nombre, Sony Wonder no está directamente relacionado con el antiguo Sony Wonder Technology Lab, un museo interactivo de tecnología y entretenimiento, aunque el museo también era propiedad de Sony.

## Historia
Sony Music Video lanzó sus sellos Sony Kids' Music y Sony Kids' Video en febrero de 1992 después de meses de planificación bajo el lema SMV Children's Library. Los artistas que firmaron con Sony Kids' Music en el lanzamiento incluyeron a Dan Crow, Tom Chapin, Tom Paxton, Kevin Roth, Rory y Lois Young, quienes lanzarían el producto en la primavera. Después de que Sony Music Video se disolviera en octubre, Sony Kids' Music and Video se coordinó y comercializó a través de Epic Records a partir de enero de 1993. El 22 de mayo de 1993, Nickelodeon también firmó un acuerdo a largo plazo con Epic Records.
El 3 de julio, Sony Kids 'Music and Video se fusionó como Sony Wonder; El presidente de Sony Wonder, Ted Green, buscó nuevas alianzas estratégicas como la que tenía con Nickelodeon. El 24 de abril de 1995, Children's Television Workshop firmó un acuerdo a largo plazo para distribuir videos, música y libros de Sesame Street a través de Sony Wonder, mientras que Columbia Pictures comenzó el desarrollo de dos películas de CTW que serían lanzado en video por Columbia TriStar Home Video. Sony Wonder también se hizo cargo de la distribución de títulos de Random House Home Video, también durante abril.
El 29 de julio, Nickelodeon y Sony Wonder lanzaron Nick Jr. Video con tres títulos basados en Eureeka's Castle, Gullah Gullah Island y Allegra's Window; una línea de audio lanzada el 26 de marzo de 1996. En 1996, dos años después de la adquisición de Paramount Communications por parte de Viacom, los propietarios de Paramount Pictures, el acuerdo de Sony Wonder con Nickelodeon expiró, dejando a Nickelodeon y Nick Jr. videos y DVD para ser distribuidos por Paramount Home Video (y CIC Video a nivel internacional hasta 1999).
El 2 de agosto de 1997, Sony Wonder inició una empresa conjunta mundial a largo plazo con Together Again Video Productions para crear y distribuir títulos nuevos y anteriores de Kidsongs, comenzando con 20 nuevos episodios de The Kidsongs Television Show.  El 27 de diciembre, Sony Wonder y Golden Books Family Entertainment unieron fuerzas para lanzar títulos exitosos del catálogo de Golden Books a partir de la primavera de 1998; el contrato continuó con Classic Media después de que adquirieron Golden Books.
La compañía también fue distribuidora (solo en Canadá) de series producidas por Cinar, como Wimzie's House, Madeline , A Bunch of Munsch, The Busy World of Richard Scarry y Caillou.
El 4 de mayo de 1998, Sony Wonder compró Sunbow Entertainment, que había producido varios espectáculos basados en las líneas de juguetes de Hasbro, pero cuya programación original no había tenido un buen rendimiento. El 3 de octubre de 2000, la empresa alemana TV-Loonland AG adquirió la biblioteca Sunbow junto con otros activos comerciales de televisión de Sony Wonder. Como parte del acuerdo, Sony se quedó con los derechos de video doméstico y audio internacional de América del Norte en su biblioteca. El 14 de mayo de 2008, Hasbro adquirió los programas Sunbow basados en sus propiedades, que ahora forman parte de la biblioteca eOne.
En 2009, TV-Loonland se declaró en quiebra. En 2011, Loonland vendió su catálogo a m4e AG. En febrero de 2017, Studio 100 adquirió una participación mayoritaria en m4e AG. Studio 100 posee actualmente los derechos de televisión de la mayor parte del catálogo de Loonland, incluidos Sunbow Entertainment.
El 13 de marzo de 2007, Sony BMG anunció que cerraría Sony Wonder para concentrarse en su negocio principal de música. Sin embargo, el 20 de junio de 2007, se anunció que Sony Wonder se convirtió en una división de Sony Pictures Home Entertainment como su sello de entretenimiento para niños y familias. Los acuerdos de video de Classic Media, Sesame Workshop y Random House se vendieron a Genius Products por una cantidad no revelada, y más tarde a Vivendi Entertainment.  Los comunicados de prensa domésticos de Caillou se trasladaron a Vivendi Entertainment Canada. Desde 2012, los DVD de Caillou son distribuidos por Entertainment One y después de su compra de Phase 4 Films en 2014, se lanzan a través del sello KaBoom Entertainment. Las propiedades de Sesame Workshop se trasladaron a Warner Home Video en 2010 tras el cierre de Genius Products. A partir de 2018, las propiedades de Sesame Workshop son distribuidas actualmente por Shout! Fábrica a través del Grito! Etiqueta de fábrica para niños.
En 2012, DreamWorks Animation adquirió Classic Media por 155 millones de dólares; la empresa se convirtió en una unidad de DreamWorks Animation y pasó a llamarse DreamWorks Classics.
Universal Pictures Home Entertainment, es el distribuidor actual de las propiedades de Classic Media después de que NBCUniversal adquiriera DreamWorks Animation en 2016.
La etiqueta Sony Wonder todavía se usa para la serie de películas The Swan Princess directa a video.

## Programas
- Sesame Street (12 de mayo de 1986 - 31 de julio de 2006 (relacionado con Random House Home Video), 1 de agosto de 2006 - 3 de abril de 2007)

### Relacionado con Random House Home Video
- Arthur (11 de marzo de 1997 - 6 de junio de 2006)